# Majowka
Majowka (russisch Маёвка, deutsch Georgenburg) ist ein Ortsteil der Stadt Tschernjachowsk in der russischen Oblast Kaliningrad.

## Geografie
Majowka liegt vier Kilometer nordwestlich des Stadtzentrums von Tschernjachowsk (deutsch: Insterburg).

## Geschichte

### Mittelalter und Neuzeit

Karte von Georgenburg und Umgebung (um 1770)

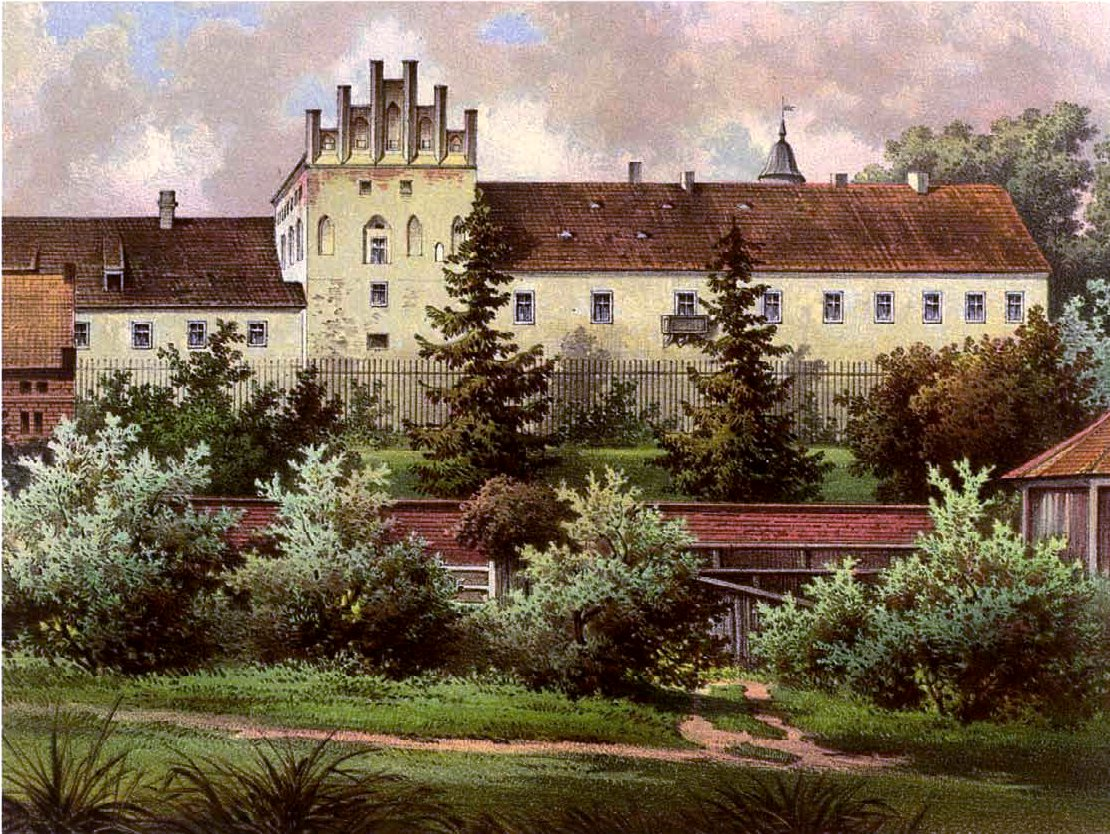
Schloss Georgenburg um 1860, Sammlung Alexander Duncker

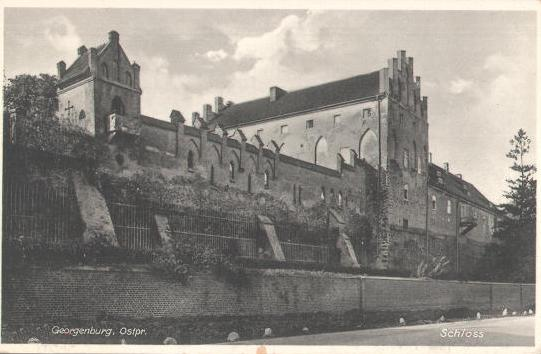
Schloss Georgenburg zu Beginn des 20. Jahrhunderts

Im Hochmittelalter lag die Gegend im Einflussbereich des Deutschen Ordens. Zu der Zeit, als Hartmann von Grumbach Landmeister des Ordens war, gab es um 1260 einen Versuch, hier eine Burg zu errichten, was dann 1336 fortgesetzt wurde.  Bereits zur Ordenszeit gab es hier eine Stuterei.
Die Burg Georgenburg befindet sich auf dem Nordufer der Inster nahe ihrer Vereinigung mit der Angrapa (Angerapp) zum Pregel. Nachdem die Burg 1364 und 1376 in den Litauerkriegen zerstört worden war, wurde sie um 1385–1390 als steinernes Bauwerk wiedererrichtet und bald darauf um eine Vorburg westlich des Hauptflügels ergänzt. Gleichwohl wurde sie 1403 erneut von den Litauern und ihrem Fürst Wiltold eingenommen. 1657 wurde sie von den Tataren stark beschädigt und 1679 vom schwedischen General Gustaf Horn besetzt. Im 19. Jahrhundert wurde die Burg mehrfach um- und ausgebaut.
Die durch Kriege und Pestseuche dezimierte Bevölkerung der Region wurde durch Ansiedlung von Litauern, Salzburgern und Schweizern wieder ergänzt.

### Gestüt Georgenburg
Ab 1709 wurde Georgenburg als Domäne verpachtet. Unter den Amtsräten v. Keudell (Vater und Sohn, 1752–1799) begann hier eine berühmte Pferdezucht. Nach 1807 wurde die Domäne an den wohlhabenden Insterburger Großkaufmann Johann Albert Heyne verkauft, der um die Jahrhundertwende von Gröningen bei Halberstadt nach Ostpreußen gezogen war. Von seinen Erben erwarb sie 1828 William Simpson (d. Ä.), Mitglied eines alten schottischen Geschlechts, das in Coupar Angus in der Grafschaft Perthshire, Schottland, beheimatet war. Simpson baute hier das größte ostpreußische Privatgestüt mit vorwiegend reinrassigen Trakehnern auf. Unter dem Namen "Wiesenburg" wurde das Gestüt Handlungsort des Romans "Die Barrings" von William von Simpson (d. J.) aus den 1930er Jahren. Diese zweibändige Familiensaga schildert die Geschichte einer Familie des ostpreußischen Landadels über mehrere Generationen von den Gründerjahren bis 1914. Im Jahre 1899 kaufte der preußische Staat das Gut zurück und Georgenburg wurde wieder Sitz des alten Landgestüts Insterburg.
Zum Ende der deutschen Zeit standen im Gestüt Georgenburg 310 ostpreußische Warmbluthengste Trakehner Abstammung und 130 rheinische Kaltbluthengste, die über 17.000 Stuten deckten. Letzter Landstallmeister war seit 1937 Martin Heling (1889–1980). Er hielt dieses größte Landgestüt für das züchterisch  bedeutendste in Preußen. Organisatorisch war es dem Hauptgestüt Trakehnen zugeordnet. Ein Teil der wertvollen Zuchtpferde konnte vor der sowjetischen Besetzung in den Westen des Reichs gerettet werden, die meisten Trakehner starben im Winter 1944/45 auf unnatürliche Weise.
Bis 1970 bestand auf dem Gelände eine Rindermastanlage. Ab 1961 wurde wieder allmählich Pferdezucht betrieben. 1998 gab es 200 Pferde, davon 16 Hengste. Es werden Trakehner, Holsteiner und Hannoveraner gehalten.
Seit 2002 wird das Gestüt unter seinem alten deutschen Namen Georgenburg durch ein russisches Privatunternehmen wieder aufgebaut und seine Gebäude restauriert. In jedem September findet ein internationales Reitturnier statt.

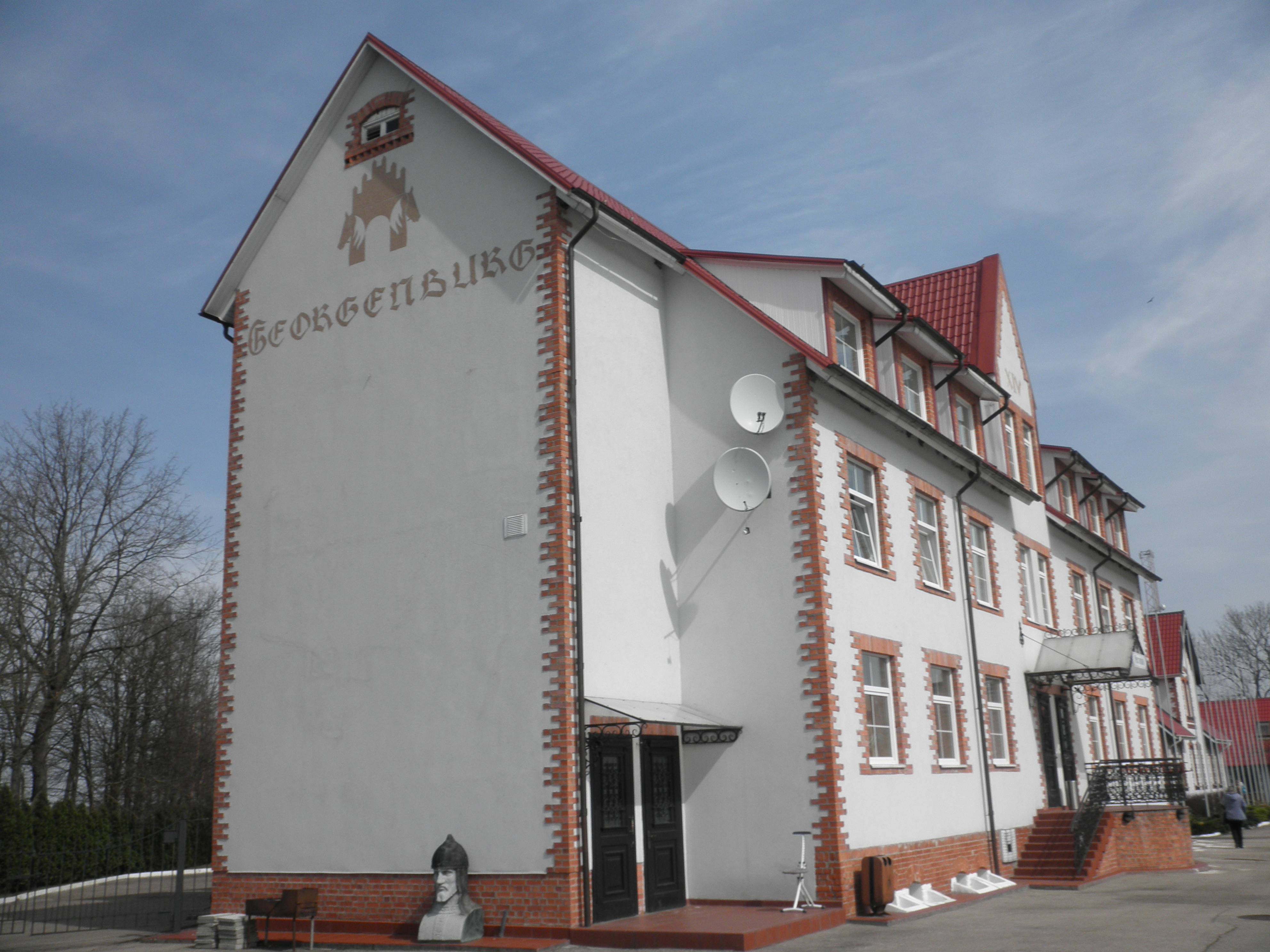
Frühere Verwaltung, heute Hotel im Gestüt Georgenburg (2013)
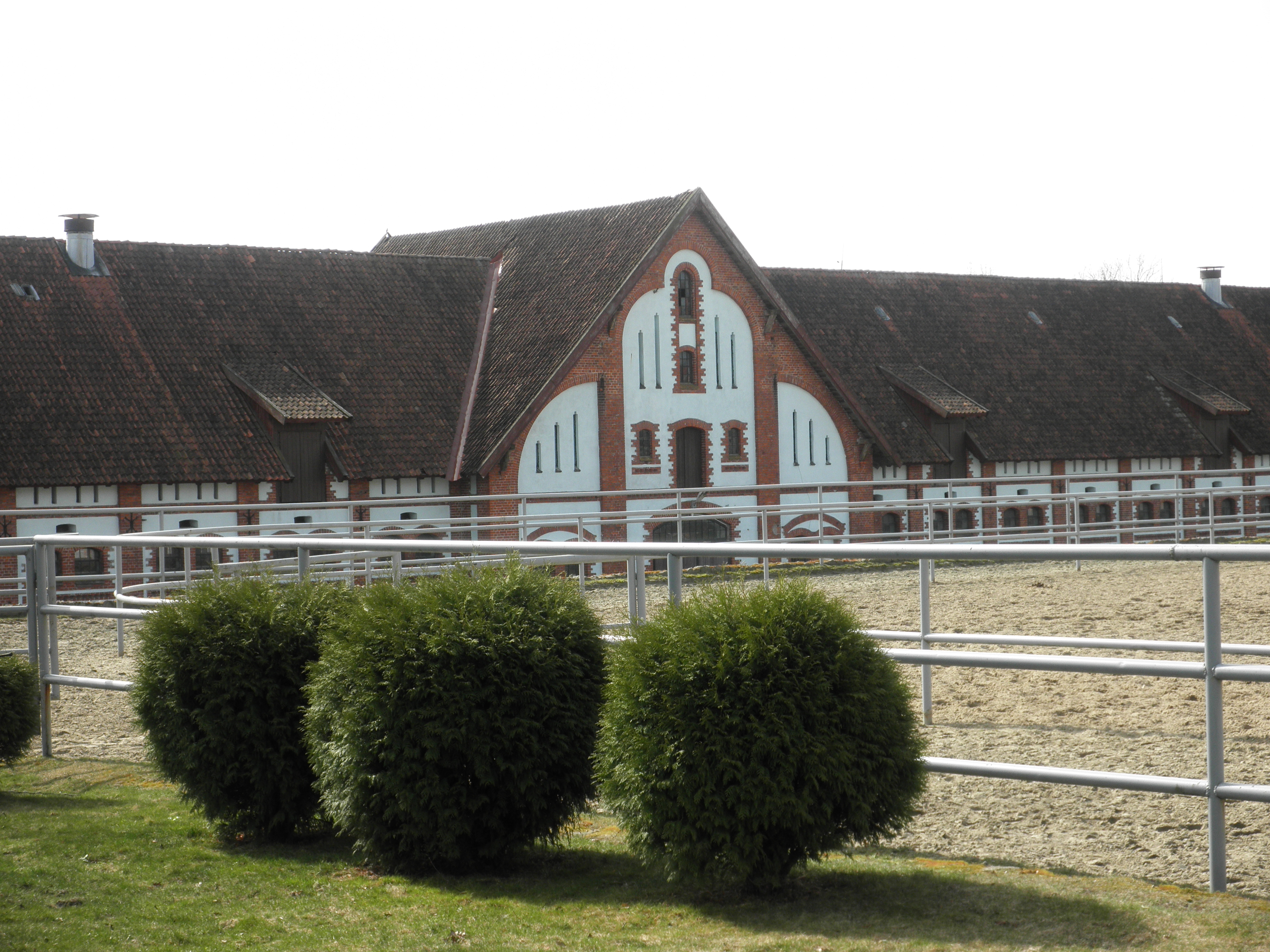
Gestüt-Gebäude (2013)
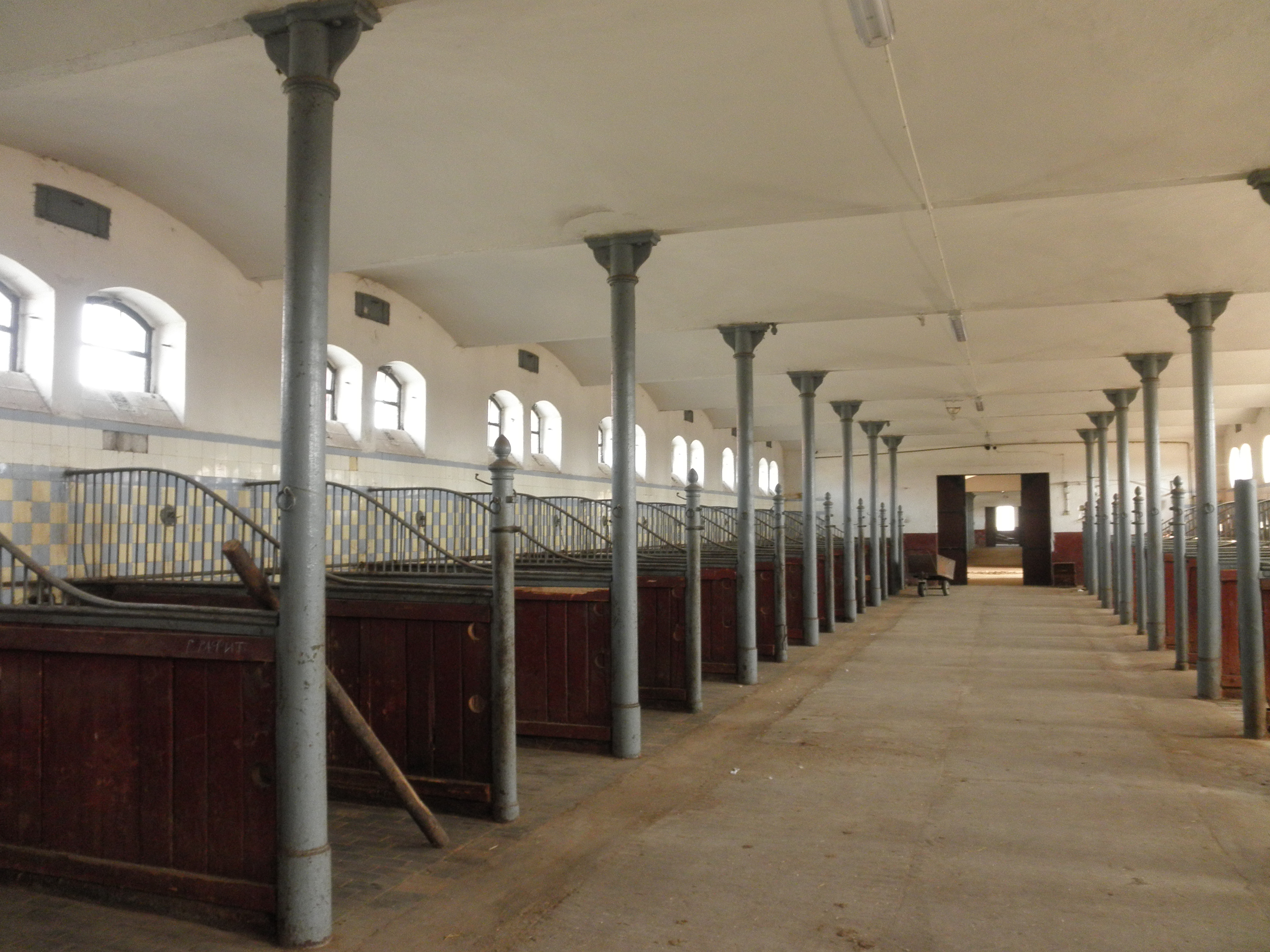
Pferdestall (2013)
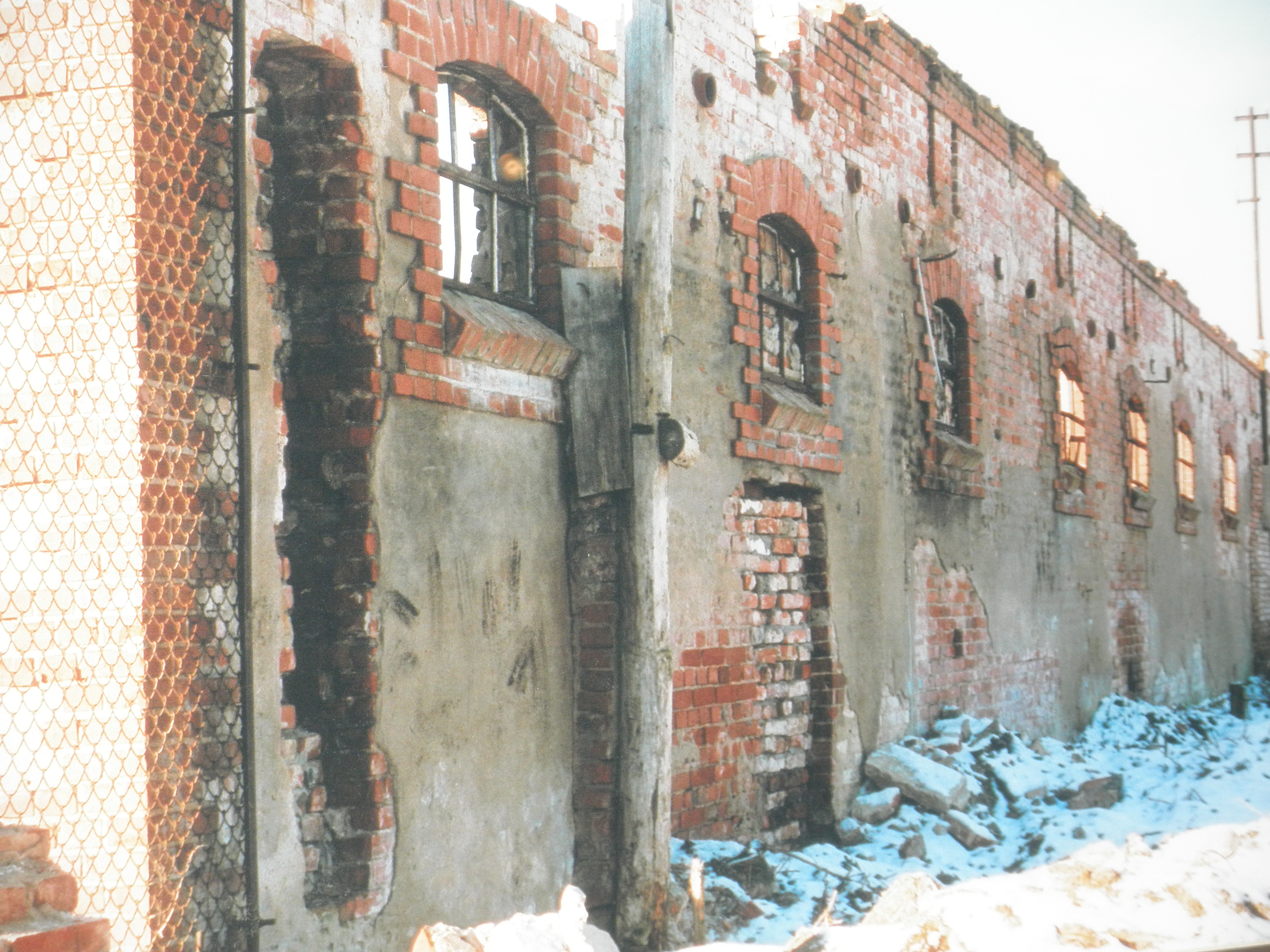
Stall-Ruine vor Restaurierung (vor 2000)

### Amtsbezirk Georgenburg (1874–1945)
Am 11. März 1874 wurde Georgenburg Amtsdorf und damit namensgebend für den entsprechenden Amtsbezirk. Er gehörte zum Kreis Insterburg im Regierungsbezirk Gumbinnen der preußischen Provinz Ostpreußen und bestand ursprünglich aus fünf Landgemeinden (LG) bzw. Gutsbezirken (GB), von denen am 1. Januar 1945 noch drei bestanden:
| Name                   | Namensänderung (1938–1946) | Russischer Name | Bemerkungen                                         |
| ---------------------- | -------------------------- | --------------- | --------------------------------------------------- |
| Georgenburg (GB)       |                            | Majowka         |                                                     |
| Georgenburgkehlen (LG) | Kleingeorgenburg           | Timirjasewo     |                                                     |
| Leipeningken (LG)      | Georgental (seit 1928)     | Dowatorowka     |                                                     |
| Nettienen (GB)         |                            | Krasnaja Gorka  | 1928 in die Landgemeinde Leipeningken eingegliedert |
| Zwion (GB)             |                            | Dowatorowka     | 1929 in die Landgemeinde Georgental eingegliedert   |

### Kriegsgefangenenlager 1945 bis 1949
Auf dem Gestütsgelände bestand von 1945 bis 1949 das Internierungs- und Kriegsgefangenenlager 445 Georgenburg für deutsche Kriegsgefangene. Es wurde von rund 250.000 Gefangenen durchlaufen, von denen etwa 16.000 hier verstarben. Nur ein geringer Teil von ihnen kann Platz auf dem kleinen Gemeindefriedhof gefunden haben, der mit Gedenkkreuzen vom Volksbund Deutsche Kriegsgräberfürsorge als Friedhof des KGL ausgewiesen ist.

### Majowski selski sowet/okrug 1954–1997
Der Dorfsowjet Majowski selski sowet (ru. Маёвский сельский Совет) wurde im Juni 1954 eingerichtet. Er war hauptsächlich der Nachfolger des gleichzeitig aufgelösten Gremjatschski selski sowet. Dazu kamen noch einige Orte aus dem Kaluschski selski sowet, unter anderem der Verwaltungssitz Majowka. Nach dem Zerfall der Sowjetunion bestand die Verwaltungseinheit als Dorfbezirk Majowski selski okrug (ru. Маёвский сельский округ) fort. Im Jahr 1997 wurden die verbliebenen Orte des Dorfbezirks (u. a. Majowka) an die Stadt Tschernjachowsk sowie die Dorfbezirke Kalinowski selski okrug, Kaluschski selski okrug und Kamenski selski okrug verteilt.
| Ortsname                        | Name bis 1947/50                                               | Bemerkungen |
| ------------------------------- | -------------------------------------------------------------- | --- |
| Antropowo (Антропово)           | Klaukallen, 1938–1945: „Timberquell“                           | Der Ort wurde 1950 umbenannt und war zunächst in den Dorfsowjet Gremjatschski eingeordnet. Er wurde vermutlich vor 1975 an den Ort Gremjatschje angeschlossen. |
| Brjanskoje (Брянское)           | Tarputschen, 1938–1945: „Tarpen“                               | Der Ort wurde 1950 umbenannt und war zunächst in den Dorfsowjet Kaluschski eingeordnet. Er wurde vor 1988 verlassen.                                           |
| Dowatorowka (Доваторовка)       | Zwion                                                          | Der Ort wurde 1947 umbenannt und war zunächst in den Dorfsowjet Gremjatschski eingeordnet.                                                                     |
| Glasunowo (Глазуново)           | Gräwenswalde                                                   | Der Ort wurde 1950 umbenannt und war zunächst in den Dorfsowjet Gremjatschski eingeordnet. Er wurde vor 1975 verlassen.                                        |
| Gornostajewo (Горностаево)      | Padrojen, 1938–1945: „Drojental“                               | Der Ort wurde 1947 umbenannt und war zunächst in den Dorfsowjet Gremjatschski eingeordnet. Er wurde vor 1975 verlassen.                                        |
| Gremjatschje (Гремячье)         | Groß Berschkallen, 1938–1945: „Birken“                         | Der Ort wurde 1947 umbenannt und war zunächst der Verwaltungssitz des Dorfsowjets Gremjatschski.                                                               |
| Karpowo (Карпово)               | Alischken, 1938–1945: „Walddorf“                               | Der Ort wurde 1947 umbenannt und war zunächst in den Dorfsowjet Gremjatschski eingeordnet. Er wurde vor 1988 verlassen.                                        |
| Kasanzewo (Казанцево)           | Daupelken, Ksp. Berschkallen, 1938–1945: „Seitenbach“          | Der Ort wurde 1950 umbenannt und war zunächst in den Dorfsowjet Gremjatschski eingeordnet. Er wurde vor 1988 verlassen.                                        |
| Katschalowo (Качалово)          | Grüneberg und Triaken, Ksp. Berschkallen, 1938–1945: „Tricken“ | Der Ort wurde 1950 umbenannt und war zunächst in den Dorfsowjet Gremjatschski eingeordnet. Er wurde vor 1988 verlassen.                                        |
| Kosmodemjanowo (Космодемьяново) | Burbeln                                                        | Der Ort wurde 1950 umbenannt und war zunächst in den Dorfsowjet Gremjatschski eingeordnet. Er wurde vor 1988 verlassen.                                        |
| Kowylnoje (Ковыльное)           | Klein Berschkallen, 1938–1945: „Kleinbirken“                   | Der Ort wurde 1950 umbenannt und war zunächst in den Dorfsowjet Gremjatschski eingeordnet. Er wurde vermutlich vor 1975 an den Ort Gremjatschje angeschlossen. |
| Krasnaja Gorka (Красная Горка)  | Nettienen                                                      | Der Ort wurde 1947 umbenannt und war zunächst in den Dorfsowjet Gremjatschski eingeordnet.                                                                     |
| Krugloje (Круглое)              | Roßthal                                                        | Der Ort wurde 1947 umbenannt und war zunächst in den Dorfsowjet Kaluschski eingeordnet.                                                                        |
| Krylowo (Крылово)               | Myrtenhof und Thieslauken, 1938–1945: „Tiesfelde“              | Der Ort wurde 1950 umbenannt und war zunächst in den Dorfsowjet Gremjatschski eingeordnet. Er wurde vor 1975 verlassen.                                        |
| Lopatino (Лопатино)             | Lepalothen und Löblauken                                       | Der Ort wurde 1950 umbenannt und war zunächst in den Dorfsowjet Gremjatschski eingeordnet. Er wurde vermutlich vor 1988 an den Ort Gremjatschje angeschlossen. |
| Majowka (Маёвка)                | Georgenburg                                                    | Der Ort wurde 1947 umbenannt. Verwaltungssitz |
| Melnitschnoje (Мельничное)      | Leipeningken, seit 1928: Georgental                            | Der Ort wurde 1950 umbenannt und war zunächst in den Dorfsowjet Gremjatschski eingeordnet. Er wurde vermutlich vor 1975 an den Ort Dowatorowka angeschlossen.  |
| Nagornoje (Нагорное)            | Geswethen, 1938–1945: „Landwehr (Ostpr.)“                      | Der Ort wurde 1947 umbenannt und war zunächst in den Dorfsowjet Kaluschski eingeordnet.                                                                        |
| Nismennoje (Низменное)          | Pleinlauken, 1938–1945: „Rosenthal“                            | Der Ort wurde 1947 umbenannt und war zunächst in den Dorfsowjet Kaluschski eingeordnet.                                                                        |
| Ostrogorki (Острогорки)         | Groß Schunkern                                                 | Der Ort wurde 1947 umbenannt und war zunächst in den Dorfsowjet Gremjatschski eingeordnet.                                                                     |
| Perelesnoje (Перелесное)        | Pagelienen                                                     | Der Ort wurde 1947 umbenannt und war zunächst in den Dorfsowjet Kaluschski eingeordnet.                                                                        |
| Petschorskoje (Печорское)       | Neu Lasdehnen, 1938–1945: „Neuwalde“                           | Der Ort wurde 1950 umbenannt und war zunächst in den Dorfsowjet Gremjatschski eingeordnet. Er wurde vor 1975 verlassen.                                        |
| Priretschnoje (Приречное)       | Gillischken, 1938–1945: „Insterblick“                          | Der Ort wurde 1947 umbenannt und war zunächst in den Dorfsowjet Kaluschski eingeordnet.                                                                        |
| Prokofjewo (Прокофьево)         | Trumplauken, 1938–1945: „Trumplau“                             | Der Ort wurde 1950 umbenannt und war zunächst in den Dorfsowjet Gremjatschski eingeordnet. Er wurde vor 1975 verlassen.                                        |
| Rodnikowo (Родниково)           | Snappen, 1938–1945: „Schnappen“                                | Der Ort wurde 1950 umbenannt und war zunächst in den Dorfsowjet Gremjatschski eingeordnet. Er wurde 1997 aus dem Ortsregister gestrichen.                      |
| Schtschedrino (Щедрино)         | Pusberschkallen, 1938–1945: „Unterbirken“                      | Der Ort wurde 1950 umbenannt und war zunächst in den Dorfsowjet Gremjatschski eingeordnet. Er wurde vor 1988 verlassen.                                        |
| Semljanitschnoje (Земляничное)  | Klein Pesseln                                                  | Der Ort wurde 1950 umbenannt und war zunächst in den Dorfsowjet Gremjatschski eingeordnet. Er wurde vor 1975 verlassen.                                        |
| Sowchosnoje (Совхозное)         | Sterkeninken, 1938–1945: „Starkenicken“                        | Der Ort wurde 1947 umbenannt und war zunächst in den Dorfsowjet Gremjatschski eingeordnet.                                                                     |
| Timirjasewo (Тимирязево)        | Georgenburgkehlen, 1938–1945: „Kleingeorgenburg“               | Der Ort wurde 1947 umbenannt und war zunächst in den Dorfsowjet Gremjatschski eingeordnet.                                                                     |
| Wolgino (Волгино)               | Paskirsnen, 1938–1945: „Kirsnen“                               | Der Ort wurde 1950 umbenannt und war zunächst in den Dorfsowjet Gremjatschski eingeordnet. Er wurde vor 1975 verlassen.                                        |

Nach der Auflösung des Dorfbezirks im Jahr 1997 gelangten die Orte
Majowka und Timirjasewo zur Stadt Tschernjachowsk,
Krugloje und Perelesnoje in den Kalinowski selski okrug,
Nagornoje, Nismennoje und Priretschnoje in den Kaluschski selski okrug,
und
Dowatorowka, Gremjatschje, Krasnaja Gorka, Ostrogorki und Sowchosnoje in den Kamenski selski okrug.

## Religion

### Kirche

#### Evangelisch
Siehe den Hauptartikel: → Kirche Georgenburg
Die heute noch als fremdgenutzte Ruine übrig gebliebene evangelische Pfarrkirche wurde 1693 in Ziegelbauweise errichtet – in Nachfolge eines bereits 1429 erwähnten Gotteshauses. Der Turm wurde erst im Jahre 1847 angebaut. Das Kircheninnere enthielt reiches Schnitzwerk  aus der Zeit um 1700 am Kanzelaltar und an den Emporen. Eine Orgel wurde um 1770 eingebaut. Zu dem weitläufigen Kirchspiel gehörten mehr als 40 Orte, in denen 1925 5.200 Gemeindeglieder wohnten. Die Kirchengemeinde Georgenburg war bis 1945 in den Kirchenkreis Insterburg in der Kirchenprovinz Ostpreußen der Kirche der Altpreußischen Union eingegliedert. Für das heutige Majowka ist die evangelisch-lutherische Pfarrgemeinde in Tschernjachowsk (Insterburg) die nächstliegende Gemeinde. Sie ist der Propstei Kaliningrad der Evangelisch-lutherischen Kirche Europäisches Russland zugeordnet.

#### Katholisch
Georgenburg resp. Majowka hatte bzw. hat keine eigene katholische Kirche. Vor 1945 gehörten die katholischen Kirchenglieder Georgenburgs zur Pfarrei St. Bruno in Insterburg im Bistum Ermland. Auch heute ist die 1912 errichtete und 1994 wieder übereignete St. Bruno-Pfarrkirche die nächstgelegene katholische Kirche für Majowka.

## Sehenswürdigkeiten

### Bauwerke

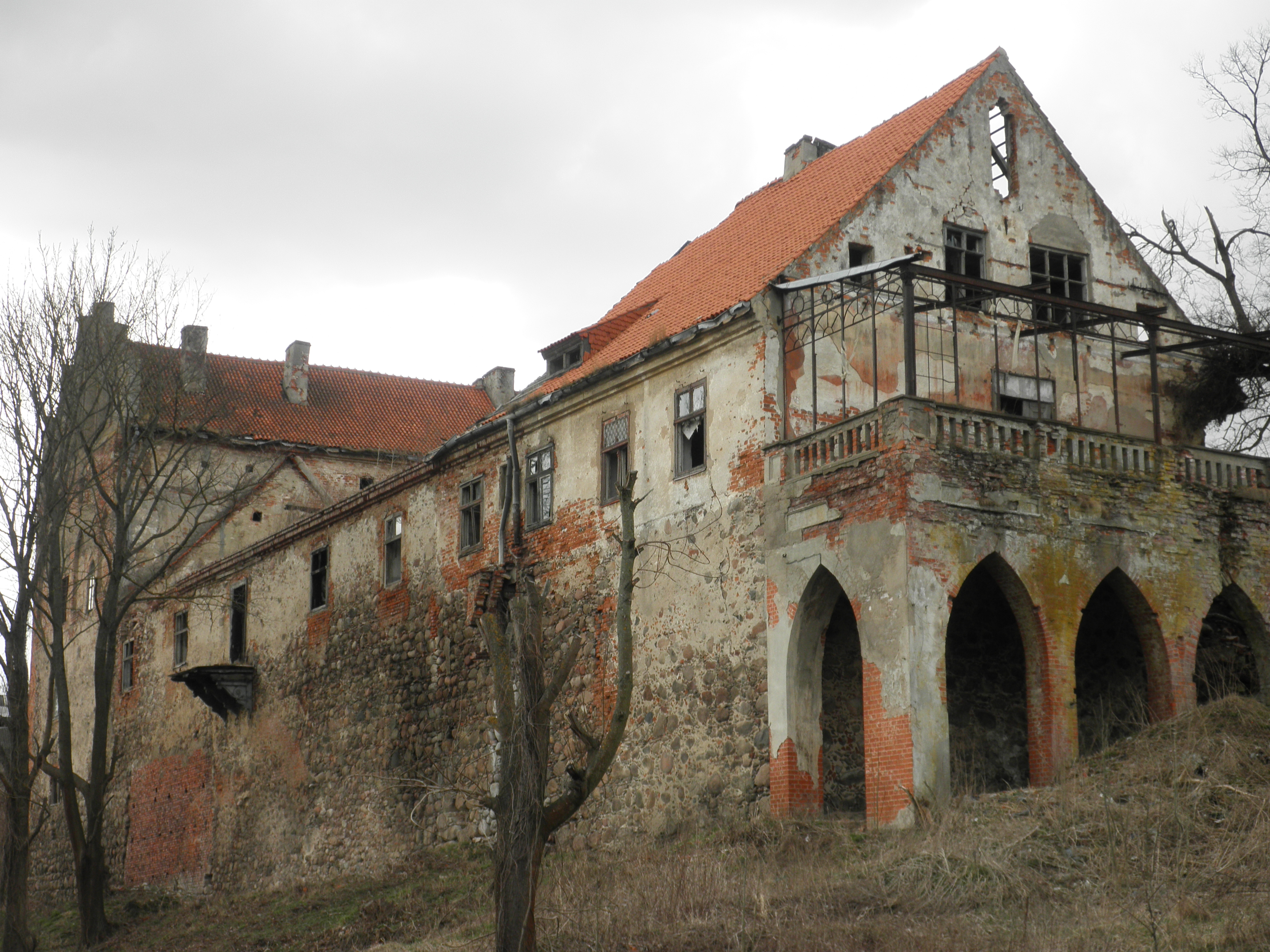
Ruine der Georgenburg (2013)

- Die Georgenburg oder das Schloss Georgenburg ist im Laufe der Jahrzehnte nach dem Krieg zur Ruine verfallen: Das Hauptgebäude der Georgenburg aus der Ordenszeit war ein Ziegelbau mit Rautenmuster auf hohem Feldsteinsockel mit tiefen Kellern. Die heute noch vorhandenen Gebäudeteile stammen aus der Entstehungszeit um 1350 bis 1380. Der zierliche achteckige Turm auf quadratischem Grundriss mit Rautenmuster ist wohl der letzte der ursprünglich vier Ecktürme der Ummauerung. Von der Vorburg haben sich Teile der Mauerfront aus der Ordenszeit erhalten, abgestützt durch starke Strebepfeiler zum Hang hin. Die sonstigen Gebäude stammten aus dem 19. und 20. Jahrhundert.
- Gestüt Georgenburg: aus Ruinen (durch Verwahrlosung und Brände) ab Ende der 1990er Jahre in altem Stil (der zweiten Hälfte des 19. Jahrhunderts) wiederaufgebaut und genutzt
- Kleines Museum zur Geschichte des Gestüts

### Friedhöfe
- Kleiner Friedhof des deutschen Dorfs und Guts Georgenburg: nordöstlich vom Schloss, auf einer Anhöhe über dem Tal der Inster. Hier ruhen die bis 1945 verstorbenen Einwohner von Georgenburg und ein kleiner Teil der 16.000 umgekommenen deutschen Insassen des Internierungs- und Kriegsgefangenenlagers von 1945 bis 1949. An Letztere erinnern ein schlichtes Steinkreuz mit Inschrift und Dreier-Gruppen von Gedenkkreuzen vom Volksbund Deutsche Kriegsgräberfürsorge.
- Grabstätte der Gutsbesitzerfamilie Heyne (Vorgänger der Simpsons): nur noch die Umrandungsmauern sind übriggeblieben. Der umgefallene und geborstene Grabstein von Leopold und Emma Heyne wurde belassen, wie er 1993 vorgefunden worden ist. Er soll so an die auf dem Gottesacker bestatteten ehemaligen Bewohner von Georgenburg erinnern, deren Grabstätten zerstört worden sind.
- Grabstätte von George von Simpson (1853 bis 1899), Rittergutsbesitzer in Georgenburg
- Schriftzug auf einer Stallwand aus der Zeit des Kriegsgefangenenlagers: „Tod oder Sibirien“, in Erinnerung an das Schicksal der betroffenen deutschen Soldaten
- Pferdefriedhof

Früher gab es ein schönes Ensemble von Burg, hohen Gutsgebäuden und der Pfarrkirche von Georgenburg. Leider existiert diese evangelische, 1693 auf einer Anhöhe über dem Instertal gebaute und 1847 mit neuem Turm vervollständigte Kirche heute nicht mehr.
Im südwestlich benachbarten Kleingeorgenburg (bis 1938 "Georgenburgkehlen") steht die Ruine eines 1913 eingeweihten Bismarckturms. Er wurde im Kern aus Ziegelsteinen, verkleidet mit Feldsteinen, erbaut.

## Persönlichkeiten

### Söhne und Töchter des Ortes
- William von Simpson (* 1881, † 1945 in Scharbeutz (Freitod)), deutscher Schriftsteller, Sohn des Rittergutsbesitzers George von Simpson (* 1853, † 1899). Als Geburtsort wird jedoch auch das benachbarte Gut Nettienen angegeben.
- Otto Drengwitz (* 1906, † 1997 in Berlin), deutscher Bildhauer
- Jürgen Regge (* 1940, † 2023 in Greifswald), deutscher Rechtswissenschaftler

### Sonstige Persönlichkeiten mit Beziehung zum Ort
- George William von Simpson (d. Ä.) (* 1820 in Plicken, † 1886 in Georgenburg), Rittergutsbesitzer in Georgenburg, erfolgreicher Pferdezüchter, Mitglied des Preußischen Herrenhauses, Reichstagsabgeordneter der Konservativen.
- George von Simpson-Georgenburg (* 1853, † 1899), letzter Rittergutsbesitzer in Georgenburg (erhaltenes Grabkreuz auf Friedhof in Georgenburg). Bei ihm handelte es sich um die dritte Generation der Familie Simpson auf Georgenburg. Er war krank, erblindete und verkaufte kurz vor seinem frühen Tod das Gut und Gestüt an den preußischen Staat. George von Simpson ist der Vater des Schriftstellers William von Simpson.